# علیرضا جلیلی
علیرضا جلیلی، بازیکن و هافبک تیم فوتبال تراکتورسازی تبریز است.

## افتخارات
- نائب قهرمانی لیگ برتر فوتبال ایران ۹۲–۱۳۹۱ به همراه باشگاه تراکتورسازی تبریز